# Северный вогмер
Северный вогмер, или северная рыба-лента (лат. Trachipterus arcticus), — вид морских лучепёрых рыб из семейства вогмеровых (Trachipteridae) отряда опахообразных.

## Описание

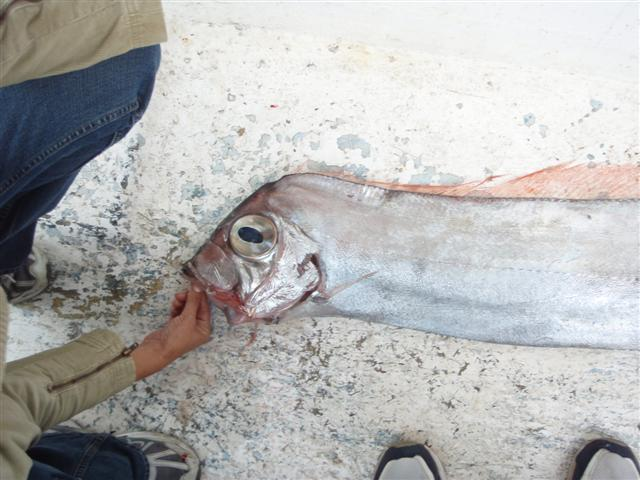

Длина до 2,5—3 м. Тело очень длинное, лентовидное. Высота тела с возрастом увеличивается, и составляет у взрослых рыб до 19—21 % длины тела. При длине почти в 2 м туловище имеет высоту примерно 20 см и толщину в 2 см. Маленькая голова с коротким рылом. Рот маленький, косо направленный вверх, сильно выдвижной. Глаза большие. Спинной плавник очень длинный, простирающийся от головы почти до хвостового плавника. Грудные и брюшные плавники крошечные, анального нет. Длинный хвостовой плавник имеет форму веера и загнут наверх. Окраска: туловище серебристое блестящее с множеством круглых темных пятен вдоль спинной линии. Желтый круг глаз. Все плавники ярко-красного или багряного цвета. Кожа покрыта бугорками. Боковая линия с костными пластинками, каждая с шипиком. Такой же ряд шипиков идёт вдоль основания спинного плавника.

## Биология
Глубоководный вид, обитающий на глубинах 190—900 метров, обычно — 500—600 метров. Половая зрелость наступает в возрасте примерно 14 лет (длина около 2,40 м). Нерест на больших глубинах. Число икринок 500 тысяч. Икра и личинки пелагические. Питаются беспозвоночными и мелкими рыбами.

## Распространение
Северо-восточная часть Атлантического океана от Гренландии до Британских островов и Норвегии. Часто встречается близ Исландии.